# 沃尔特·坎普
沃爾特·坎普（Walter Camp，1859年4月7日—1925年3月14日），譽為「美式足球之父」，耶魯大學教練，進一步改變美式足球規則，包括採用攻防線和記檔距離的比賽方式，使得美式足球真正開始成形。